# La Gagne (roman)
Pour les articles homonymes, voir Gagne.
La Gagne est le premier roman de Bernard Lenteric, publié en 1980.